# Craseomys rex
Craseomys rex is een zoogdier uit de familie van de Cricetidae. De wetenschappelijke naam van de soort werd voor het eerst geldig gepubliceerd door Imaizumi in 1971.

## Voorkomen
De soort komt voor in Japan.